# José Paulo Cavalcanti Filho
José Paulo Cavalcanti Filho (Recife, 21 de maio de 1948) é um escritor e jurista brasileiro. Foi secretário-geral do Ministério da Justiça e Ministro da Justiça, no Governo José Sarney.

## Biografia
Nasceu no Recife, em 21 de maio de 1948, foi eleito a Academia Brasileira de Letras (ABL) em 2022.
Foi também Presidente do Conselho Administrativo de Defesa Econômica (CADE), da EBN (depois Empresa Brasil de Comunicação (EBC) e do Conselho de Comunicação Social (órgão do Congresso Nacional). Consultor da Organização das Nações Unidas para a Educação, a Ciência e a Cultura (UNESCO) e do Banco Mundial, ocupa a cadeira 27 da Academia Pernambucana de Letras.
Como romancista, tem mais de 18 títulos escritos, alguns publicados no exterior. É também um profundo conhecedor da obra do escritor português Fernando Pessoa. Em 2012, ganhou o prêmio José Ermírio de Moraes pelo livro Fernando Pessoa – uma quase-autobiografia. Também conquistou o primeiro lugar na Bienal do Livro e o Prêmio Jabuti. Ele é o vencedor do II Prêmio Molinelo, na Itália. Ele também recebeu prêmios em países como Romênia, Israel, Espanha, França, Holanda, Alemanha, Rússia, Inglaterra e Estados Unidos.
É também membro da Ordem dos Advogados do Brasil, Diretor do Escritório de Advocacia José Paulo Cavalcanti, do Instituto dos Advogados de Pernambuco e do Instituto dos Advogados do Brasil.
Graduado em direito pela Universidade Federal de Pernambuco (1971). Atualmente é Membro da Ordem dos Advogados do Brasil, Diretor do Escritório de Advocacia, Membro do Instituto dos Advogados de Pernambuco, Membro do Instituto dos Advogados do Brasil, Membro do Instituto Português de Direito Comparado, Advogado do Instituto Brasileiro de Direito, Membro da Academia Pernambucana de Letras Jurídicas, Membro do Ministério da Justiça, do Conselho do Pacto 21 de Pernambuco, consultor da Secretaria de Ciência e Tecnologia do Rio de Janeiro, Consultor da Secretaria de Ciência e Tecnologia de Pernambuco e do Congresso Nacional do Brasil.

## Obras
- O Mel e o Fel (1998)
- Adeus Penderama e Outros Escritos (2008)
- Fernando Pessoa uma quase-autobiografia (2012)
- Somente a verdade (2016)